# Solar Fire
Solar Fire is het vierde studioalbum van Manfred Mann's Earth Band. Dit album heeft als thema de zon en de planeten.

## Muzikanten

### The Earth Band
- Manfred Mann – orgel, mellotron, synthesizer, zang
- Mick Rogers – zang, gitaar
- Chris Slade – drums
- Colin Pattenden – basgitaar

### Toegevoegde muzikanten
- Irene Chanter – achtergrondzang
- Doreen Chanter – achtergrondzang
- Grove Singers – achtergrondzang
- Paul Rutherford – trombone
- Peter Miles – percussie op "In the Beginning, Darkness"

## Muziek
De band speelt een combinatie van hardrock met lange jazzy solo's, experimentele geluiden en rustige, melodieuze stukken. Op het album Solar Fire staan vrij veel harde (spacey) rocknummers met  veel solo's van gitaar en toetsinstrumenten. Het album begint met een bijna tien minuten durende versie van "Father of day, father of night", dat is geschreven door Bob Dylan en afkomstig is van zijn album New Morning (1970). Het is een interpretatie van een Joods gebed de Amidah. "Pluto, the dog" en "Saturn, lord of the" "ring/Mercury, the wicked messenger" zijn instrumentale nummers. "In the beginning, darkness" en de titeltrack "Solar fire" zijn vocale nummers met soulachtige achtergrondzang. Het album sluit met het experimentele "Earth, the circle  part 2" en "part 1" (in deze volgorde staan ze op het album). Later zijn er twee bonustracks toegevoegd aan het album, "Joybringer" en een kortere (single) versie van "Father of day, father of night". "Joybringer" is op single verschenen (met als B-side "Can't eat meat") voordat het op album verscheen. Dit nummer is gebaseerd op het deel Jupiter uit de orkestsuite "The Planets" van de Engelse klassieke componist Gustav Holst. Ook andere symfonische rockbands hebben stukken van Holst bewerkt, zoals Emerson, Lake & Palmer ("Mars the bringer of war"), King Crimson ("In the wake of Poseidon") en Yes ("Time and word").
| Nr. | Titel                                                                   | Duur |
| --- | ----------------------------------------------------------------------- | ---- |
| 1.  | Father of day, Father of night (Bob Dylan)                              | 9:57 |
| 2.  | In the beginning, darkness (Chris Slade, Manfred Man, Mick Rogers)      | 5:25 |
| 3.  | Pluto the dog (Chris Slade, Colin Pattenden, Manfred Mann, Mick Rogers) | 2:50 |

| Nr. | Titel                                                                               | Duur |
| --- | ----------------------------------------------------------------------------------- | ---- |
| 1.  | Solar fire (Chris Slade, Mick Rogers)                                               | 5:18 |
| 2.  | Saturn, Lord of the rings/Mercury, the winged messenger (Manfred Mann, Mick Rogers) | 6:36 |
| 3.  | Earth, the circle part 2 (Manfred Mann)                                             | 3:52 |
| 4.  | Earth, the circle part 1 (Manfred Mann)                                             | 3:16 |

## Album
Dit album is in 1973 opgenomen in de Workhouse, Old Kent Road in Londen en geproduceerd door Manfred Mann en de Earth Band. De geluidstechnici waren John Pentry, Dave Stephens, John Edwards en Laurence Latham. Het album is in november 1973 uitgebracht in Europa en het Verenigd Koninkrijk op Bronze records van producer en manager Gerry Bron en in de Verenigde Staten op Polydor. De buitenhoes van het album is een grote donkere sterrenhemel met veel glinsterende sterren en rode planeten. Op de binnenhoes staat de tekst Solar: Concerned with determined by the sun. Fire: Active principle operative in combustion. The Concise Oxford Dictionary.  Daaronder staan foto’s van de bandleden in actie. Zowel het ontwerp van de hoes als de foto’s zijn gemaakt Fin Costello, die ook onder anderen hoezen heeft gemaakt voor Uriah Heep, Deep Purple en Nazareth. Het album is in 1985 voor het eerst op Compact Disk verschenen. In Zuid-Afrika werd tijdens het apartheidsregime het nummer Father of day, father of night niet geaccepteerd, omdat in de tekst Father of black, father of white wordt gezongen over gelijkheid tussen de verschillende rassen. Op de Amerikaanse versie van dit album staat het nummer Joybringer in plaats van Earth, the circle part 2.

## Ontvangst
Richard Foss van de site AllMusic schreef in zijn recensie over dit album: The album was groundbreaking  when it was released and is still a delightful listen. If you like the hard-edged side of Manfred Mann, this may be your favorite album. Dit album heeft 15 weken in de albumlijst  in de Verenigde Staten gestaan met als hoogste plek een 96ste plaats. De single Joybringer/Can ’t eat meat heeft in Groot-Brittannië tien weken in de hitparade gestaan met een negende plaats als hoogste notering.